# David Herman
David Herman (New York City, 20. veljače, 1967.) američki je glumac.

## Vanjske poveznice
- David Herman u internetskoj bazi filmova IMDb-u (engl.)